# Třída Shenandoah
Třída Shenandoah byla třída tendrů torpédoborců námořnictva Spojených států amerických. Jejich úkolem byla zásobovací a servisní podpora hladinových lodí. Třída Shenandoah vznikla přestavbou nákladních lodí. Dokončeno bylo šest z plánovaných devíti jednotek. Ve službě byly v letech 1945–1981.

## Stavba
V roce 1944 byla objednána stavba devíti jednotek této třídy, které byly derivátem nákladních lodí typu C3. Do jejich stavby se zapojily loděnice Todd Pacific Shipyards (do roku 1944 Seattle-Tacoma Shipbuilding Corporation) s pobočkami v Tacomě a Seattlu, Charleston Navy Yard, Mare Island Naval Shipyard a Puget Sound Naval Shipyard. Nakonec bylo dokončeno pouze šest plavidel. Shenandoah, Yellowstone, Grand Canyon a Tidewater byly do služby přijaty v letech 1945–1946. Tendry Bryce Canyon a Isle Royale po dokončení putovaly rovnou do rezervy a do služby byly přijaty až v letech 1950 a 1965. Stavba tří dalších plavidel byla zrušena, neboť po skončení války mělo námořnictvo plavidel nadbytek.
Jednotky třídy Shenandoah:
| Jméno                    | Loděnice                        | Založení kýlu      | Spuštěna        | Vstup do služby | Status         |
| ------------------------ | ------------------------------- | ------------------ | --------------- | --------------- | -------------- |
| USS Shenandoah (AD-26)   | Todd Pacific Shipyards, Tacoma  | 16. září 1944      | 29. března 1945 | 13. srpna 1945  | vyřazen 1980   |
| USS Yellowstone (AD-27)  | Todd Pacific Shipyards, Tacoma  | 16. října 1944     | 12. dubna 1945  | 16. ledna 1946  | vyřazen 1974   |
| USS Grand Canyon (AD-28) | Todd Pacific Shipyards, Tacoma  | 15. listopadu 1944 | 27. dubna 1945  | 5. dubna 1946   | vyřazen 1978   |
| USS Isle Royale (AD-29)  | Todd Pacific Shipyards, Seattle | 16. prosince 1944  | 19. září 1945   | 9. června 1962  | vyřazen 1971   |
| USS Great Lakes (AD-30)  | Todd Pacific Shipyards, Seattle | 16. dubna 1945     | –               | –               | stavba zrušena |
| USS Tidewater (AD-31)    | Charleston Navy Yard            | 27. listopadu 1944 | 30. června 1945 | 19. února 1946  | vyřazen 1971   |
| USS Canopus (AD-33)      | Mare Island Naval Shipyard      | 15. března 1945    | –               | –               | stavba zrušena |
| USS Arrowhead (AD-35)    | Puget Sound Naval Shipyard      | 1. prosince 1944   | –               | –               | stavba zrušena |
| USS Bryce Canyon (AD-36) | Charleston Navy Yard            | 5. července 1945   | 7. března 1946  | 15. září 1950   | vyřazen 1981   |

## Konstrukce

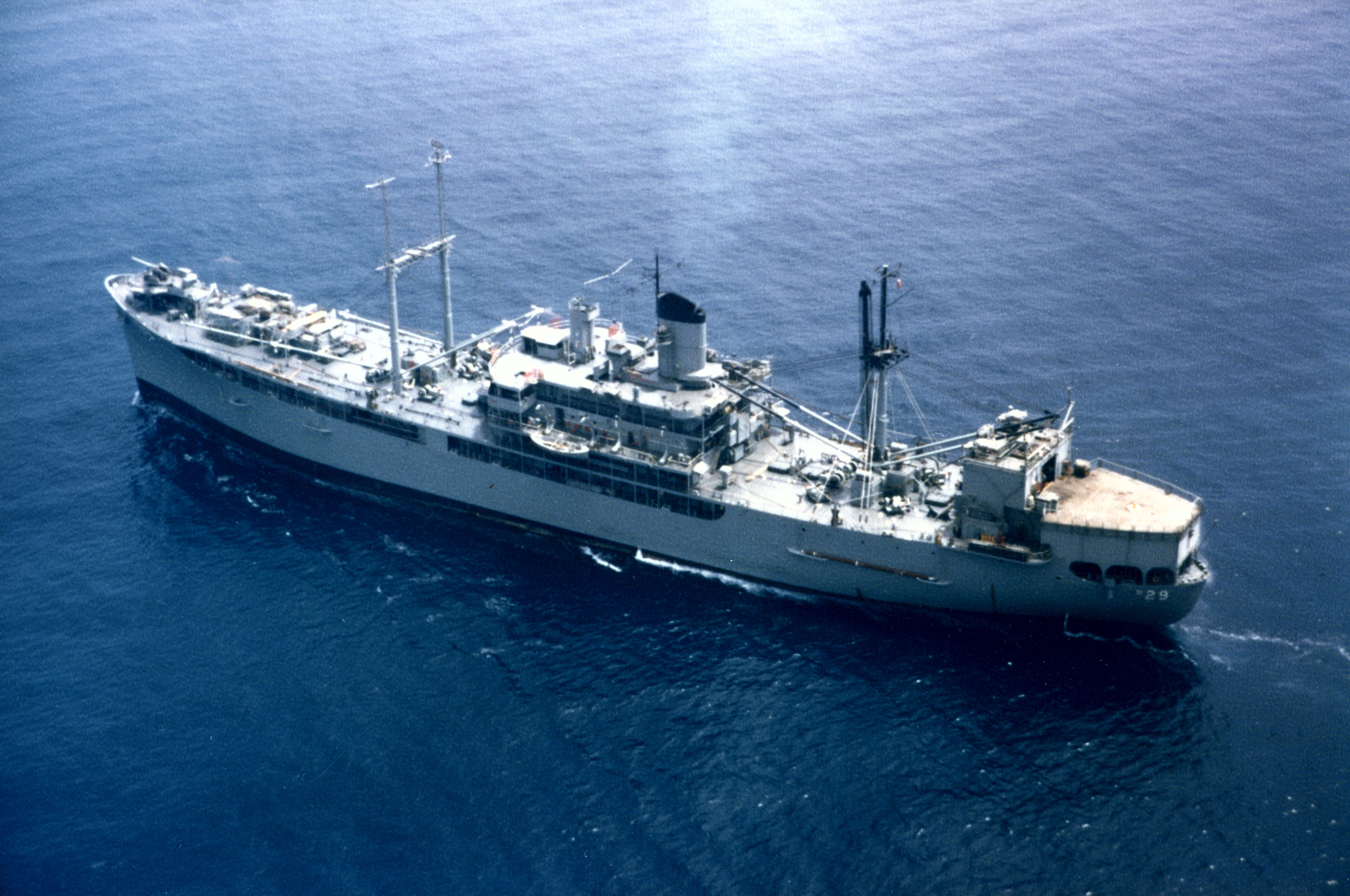
USS Isle Royale (AD-29) v roce 1970

V roce 1945 byla Shenandoah vyzbrojena dvěma 127mm/38 kanóny, čtyřmi dvojitými 40mm kanóny Bofors a dvaceti dvěma 20mm kanóny Oerlikon. Pohonný systém tvořily dva kotle a jedna turbína Westinghouse o výkonu 8500 hp, pohánějící jeden lodní šroub. Nejvyšší rychlost dosahovala 18,4 uzlu.

### Modifikace
V průběhu let se měnilo složení obranné výzbroje. Například v letech 1959–1965 nesla všechna plavidla pouze jeden 127mm kanón. V roce 1975 nesla Shenandoah čtyři 20mm kanóny.